# Sefferweich
Sefferweich là một đô thị ở huyện Bitburg-Prüm, trong bang Rheinland-Pfalz, phía tây nước Đức. Đô thị Sefferweich có diện tích 10,7 km², dân số thời điểm ngày 31 tháng 12 năm 2006 là 231 người.